# 高山市公文書館
高山市公文書館（たかやましこうぶんしょかん）は、岐阜県高山市清見町にある公立の公文書館（予約制）である。

## 概要
- 公の資料として重要な価値のある公文書などを市民の共有財産として適正に保存し、一般の利用を図る目的の施設である。2010年（平成22年）8月10日開館[2][3]。
- 高山市は2005年（平成17年）に2町7村（大野郡丹生川村・清見村・荘川村・宮村・久々野町・朝日村・高根村、吉城郡国府町・上宝村）を編入したが、これら市町村が保有していた貴重な公文書、史資料、古文書などの散逸を危惧する声があがった。これらの公文書の適正な管理､ 保存のために開設された。
- 建物（鉄筋コンクリート造2階建）は2003年（平成5年）1月完成[1]。中日本高速道路名古屋支社清見工事事務所として使用されていたのを2008年（平成20年）に中日本高速道路が高山市に寄附。高山市が改修をし、高山市公文書館となった[1][3]。この場所は清見村立牧ヶ洞小学校（1974年廃校）の跡地である[4]。

## 主な所蔵資料
約35,000冊。
- 旧高山市、丹生川村、清見村、荘川村、宮村、久々野町、朝日村、高根村、国府町、上宝村の平成17年の市町村合併までの永久保存文書や歴史的文書
- 高山市の広報誌、記録写真
- 各地域のビデオ、DVD

## 施設概要
- 閲覧室
- 書庫
- 文書目録閲覧コーナー

## 利用案内
事前予約制による開館。閲覧には、事前に高山市情報公開条例による情報公開請求が必要。
- 開館時間（予約可能な時間）：8:30 - 17:15
- 休館日：土日曜日、祝日、年末年始（12月29日 - 1月3日）

## 交通アクセス

### 公共交通機関
- 濃飛バス荘川線「公文書館前」バス停より徒歩約1分
  - JR高山本線高山駅（高山濃飛バスセンター）より「上野々俣公民館前」行き

### 自動車
- 中部縦貫自動車道高山西ICより約500m

## 周辺施設
- 道の駅ななもり清見
- 中部縦貫自動車道高山西IC
- 岐阜県畜産研究所
  - 岐阜県畜産研究所飛騨牛研究部